# Діброва лісничого Воронського
Дібро́ва лісни́чого Вро́нського — лісовий заказник місцевого значення в Україні. Розташований у межах Житомирського району Житомирської області, біля села Бондарці. 
Площа 5,5 га. Статус надано згідно з рішенням Житомирського облвиконкому від 07.03.1991 року, № 68. Перебуває у віданні ДП «Житомирське ЛГ» (Корабельне лісництво, кв. 20). 
Створений з метою охорони частини лісового масиву з насадженнями дуба черешчатого віком 80 років І бонітету, створені лісником В. П. Вронським. Зростають види, занесені до Червоної книги України. Гніздуються яструб-тетерев'ятник, канюк, дятел, сорока, сойка, шуліка рудий. 